# キャバリア・キング・チャールズ・スパニエル
キャバリア・キング・チャールズ・スパニエル (Cavalier King Charles Spaniel) は、イギリス産の小型犬の一種。スパニエル種に分類される。日本では一般的にキャバリア、または端的にキャバと略されて呼ばれる。
名称の「キャバリア」とは、騎士という意味である。騎士らしく雄々しい感じがすることから。「キャバリア」には騎士道精神の持ち主、特に女性への礼を尽くす男性という意味がある。また、「キングチャールズ」とは、イングランド王チャールズ1世・チャールズ2世がこの犬を溺愛したことに因む。

## 歴史
17世紀から19世紀初期のキング・チャールズ・スパニエルは尖った口吻をしていた。しかし、ヴィクトリア朝の時代に顔が短くなるように交配するのが流行して、顔の潰れた犬となった。
1926年にイギリスを訪れたアメリカ人のロズウェル・エルドリッジは、伝統的なキング・チャールズ・スパニエルの姿を常々称賛していたが、平坦な顔に変わっていたに憤慨した。そこで最も鼻の長いキング・チャールズ・スパニエルに賞金を与える斬新な措置を取り、クラフト・ショーで5回に渡って行われた。
1928年にはキャバリア・キング・チャールズ・クラブが結成された。繁殖の方法は古い型に近い雄と雌を選定して、他のスパニエルの血を借りるようなことしなかった。このような手法は新しい犬種とは異なり長い年月をようするのだが、年々より良い犬が展覧会に現れていった。
従来の小型で顔の短い犬と対抗して競争し合ったが、1945年に事実上の別犬種として扱うこととなった。時代の経過とともにキャバリア種の改良進歩は顕著なものとなっていき1950年以降に更に促進された。キャバリア種の人気は高まるのと対照的に、従来のキング・チャールズ・スパニエルの人気は薄れて20世紀半までに完全に影が薄れた。
20世紀末のザ・ケネルクラブの年間登録数はキング・チャールズ・スパニエルは221件だったのに対して、キャバリア・キング・チャールズ・スパニエルの登録数は1万2702件であった。また、その頃にはヨークシャー・テリアを上回る人気で、トイ犬種全体で最も人気のある犬種となった。更に登録犬種全体でも上位10位内に何年も入った。

## 特徴

### 外見
体重は9〜11kg体高は30～33cm、平均寿命は9～14年。大きな目、大きな垂れ耳、平坦な頭頂。絹糸のような被毛を持ち、生後2～3年目程度から飾り毛が足・耳・胸などに発達する。

### 性格
優しく穏やかで、遊び好きで、愛情深く物静か。他の犬やペット、見知らぬ人に対しても社交的で、膝の上に乗ったり、スキンシップをしたりするのが好きで、ひとに触られるのを好む性格。飼い主に従順で遊び好きな一方で、少々寂しがり屋な面もある。

### 疾病
心臓疾患（僧帽弁閉鎖不全症）
遺伝子疾患である。心臓の左心房と左心室の間にある僧帽弁の異常で、老年期に後天的に発生し、犬の心臓病では最も多いものである。小型犬の鬱血性心不全の95%はこの病気である。発生は年齢とともに増加し、16歳になると75%がこの病気を持つと言われている。キャバリアでは、1歳ですでに33%がこの病気を持ち、4歳以上では60%にもみられる。
脊髄空洞症
遺伝子疾患で、キャバリアは発症率の高い犬種である。品種改良の結果、頭蓋骨が脳の大きさに対して小さいため、脳脊髄液の流れが阻害され圧力が高くなりすぎることが原因である。他の犬種では珍しい病気であるが、キャバリアでは90パーセント以上の割合で問題があるとの調査もある。しかし、実際に症状として現れることは少ない。頭の後ろを触るのを嫌がったり、首輪の後ろを気にしたり、しきりに足で頭の後ろをかく動作をする場合は発症の可能性がある。キャバリアの脊髄空洞症の参考映像。
高齢期は腎臓の機能低下により肺に腹水が溜まったり、上記の心臓の病気により肺が圧迫され咳が止まらなくなる症状などが現れる。外耳炎を患いやすく、目に関するトラブルも少なくない。
品種改良に起因する遺伝性疾患の多さから、2022年1月、ノルウェーはブルドッグとともにキャバリア・キング・チャールズ・スパニエルのブリーディングを違法とする判決を下した。

## 種類
4種の毛色が存在する。

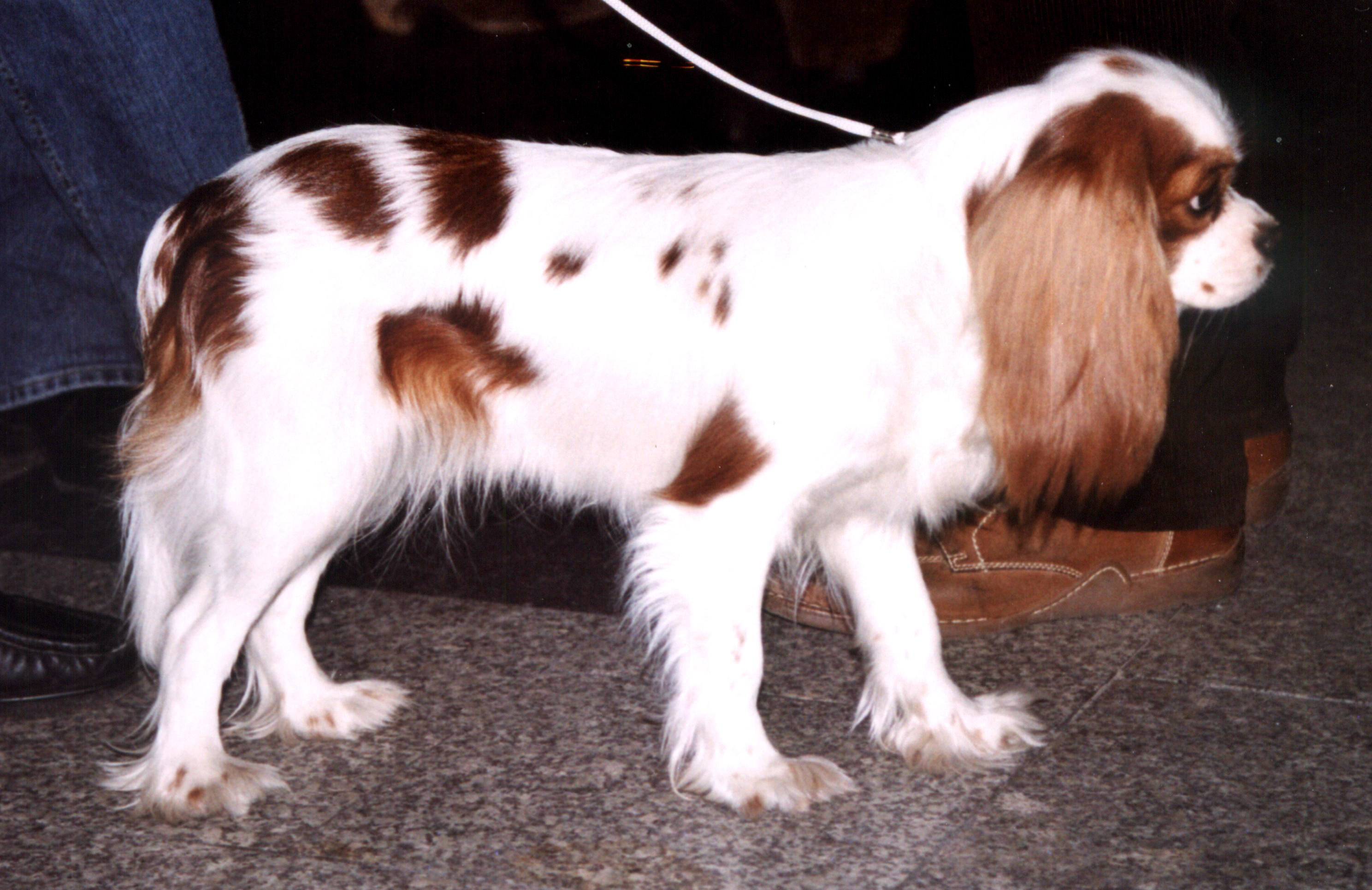
ブレンハイム (Blenheim)：赤褐色と白
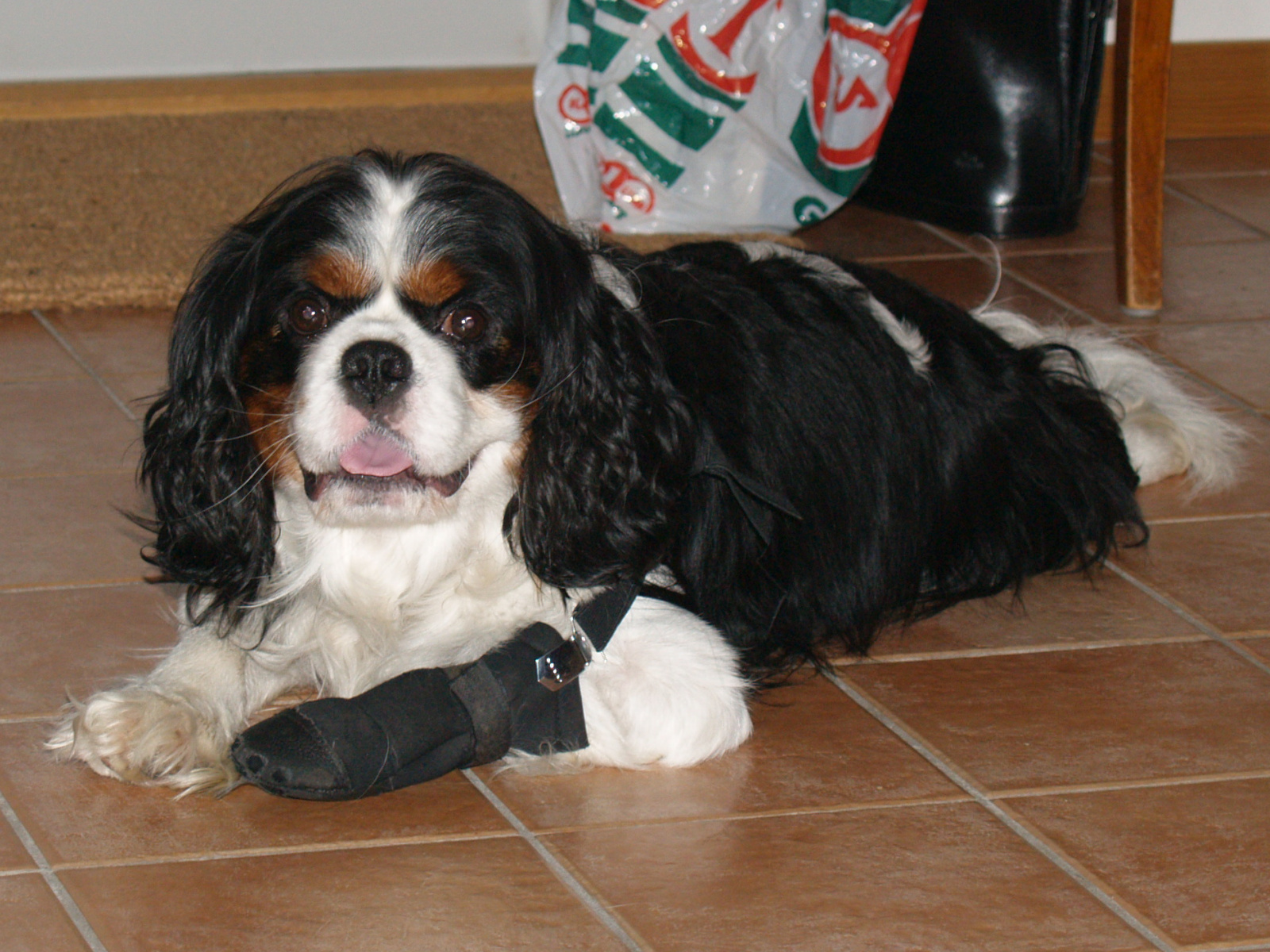
トライカラー (Tricolor)：赤褐色と黒と白の三色
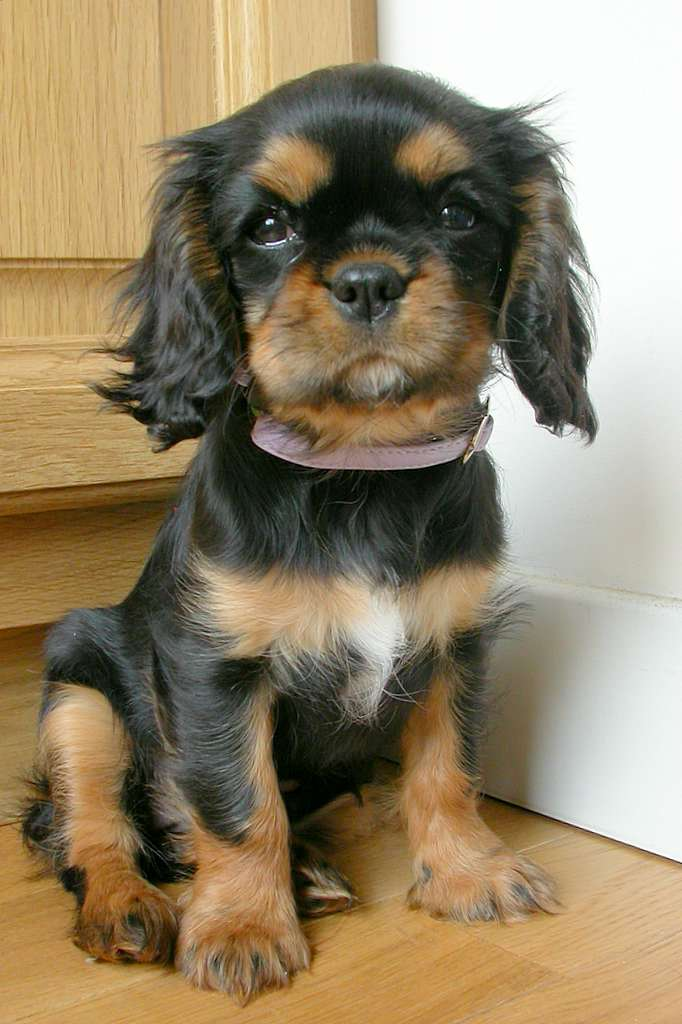
ブラック・タン (Black and Tan)：黒と赤褐色
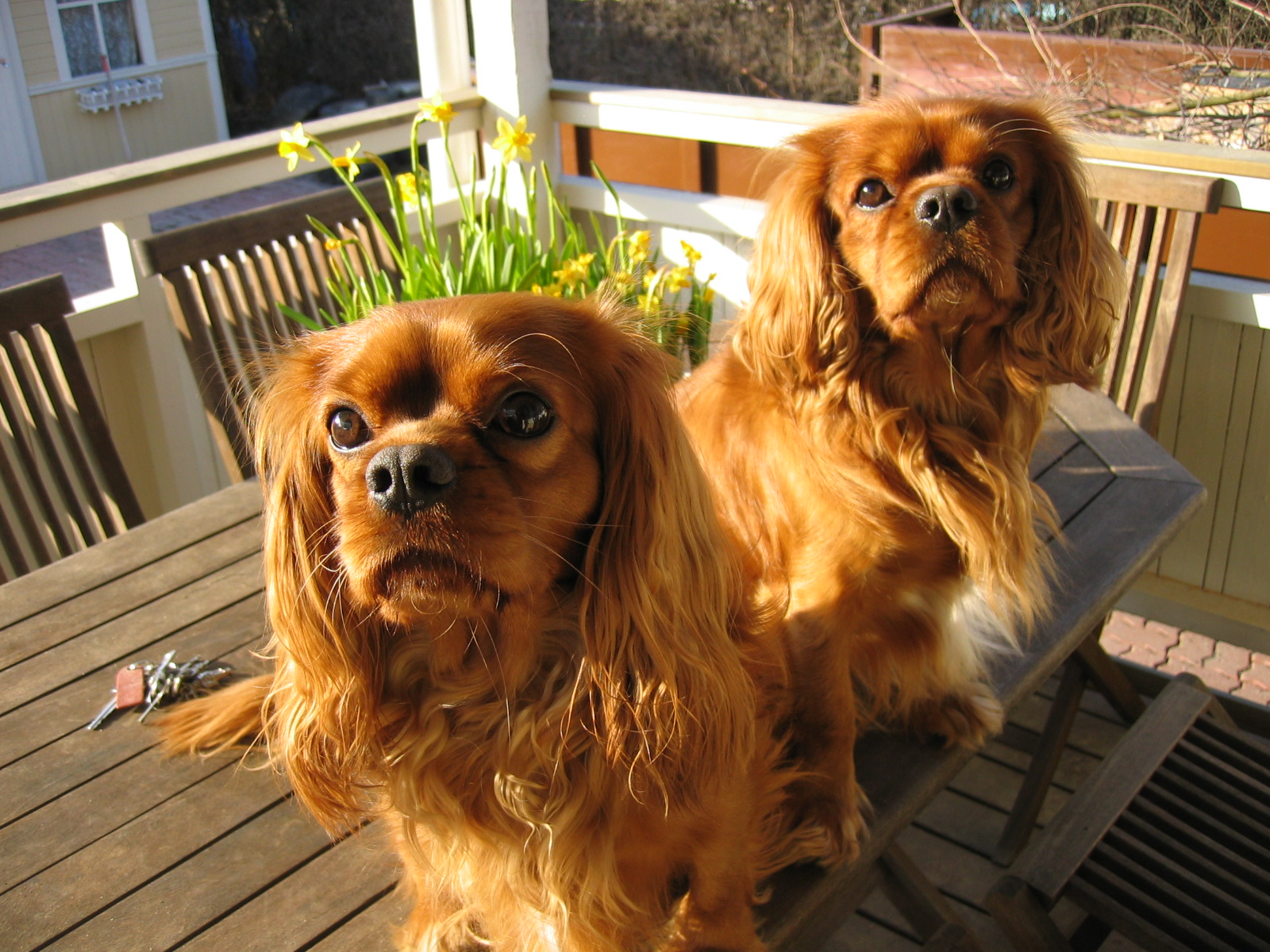
ルビー (Ruby)：赤褐色